# مسرحية كوميدية
المسرحية الكوميدية (بالإنجليزية: A Comic play)‏، هي تلك الفقرة التمثيلية التي تتسم بروح الفكاهة والمرح وتختلف بطبيعتها عن الفيلم أو المسلسل بكونها تتكون من فصول ومشاهد على عكس الفيلم العربي الذي يتكون من قصة مخزولة في حوالي الساعتين من الزمن، أما المسلسل فيتكون من حلقات تلفزيونية.
اشتهر المسرح المصري بذلك النوع بالذات لأن الشعب المصري يواجه ضيقه ومشاكله بالسخرية والتهكم على الأخطاء وقد ناقش المسرح المصري كل المواضيع السياسية والاجتماعية والاقتصادية والثقافية وغيرها لكن الأهم من ذلك أفكار الديكتاتورية والفقر والفساد الطبقي والحب وأزمة المثقف
من أكثر من أبدع في ذلك الفن:
- سعيد صالح في

1. مدرسة المشاغبين ويناقش فيها هموم الطلبة وعملية التعليم في إطار الفساد واللامبالاة
2. العيال كبرت ويناقش فيها أعباء الآباء تجاه أبنائهم.
3. البعبع سعيد صالح و احمد ادم مسرحية جميلة
4. صادو مسرحية خليجية جميلا
5. حلو و كذاب مسرحية السعيد صالح

عادل إمام في
1. الزعيم ويناقش فيها فكرة الديكتاتورية والفساد بين رجال القصر.
2. شاهد مشفش حاجة ويناقش فيها فكرة الفساد الأخلاقي الممثل في الدعارة وتسلط رجال الشرطة.
3. الواد سيد الشغال ويناقش فيها التناقض الطبقي بين الأغنياء والفقراء، وكذب السياسيين.

- محمد صبحي في:

1. ماما أمريكا:يناقش فيها تسلط أمريكا على العالم وفكرة الإرهاب.
2. وجهة نظر: يناقش فساد ذوى السلطة واستغلالهم لها.